# マツテン
マツテン（松貂、Martes martes）は、イタチ科テン属に分類される食肉類。

## 分布
アイルランド、アルバニア、イギリス、イタリア、イラン、ウクライナ、エストニア、オーストリア、オランダ、ギリシャ、クロアチア、ジョージア、スイス、スウェーデン、スペイン、スロバキア、スロベニア、セルビア、チェコ共和国、デンマーク、ドイツ、トルコ、ノルウェー、ハンガリー、フィンランド、フランス、ブルガリア、ベラルーシ、ベルギー、ポーランド、ボスニア・ヘルツェゴビナ、ポルトガル、マケドニア共和国、モルドバ、モンテネグロ、ラトビア、リヒテンシュタイン、リトアニア、ルーマニア、ルクセンブルク、ロシア西部に自然分布。スペイン（バレアレス諸島）に移入。

## 形態
体長は45-58センチメートル。尾長は16-28センチメートル。体重は0.8-1.8キログラム。毛衣は赤茶色や灰褐色、濃褐色で、頬から頸部にかけて明黄色や淡黄色の斑紋が入る。
夏季は体毛が短く粗いが、冬季になると体毛が長く密生する。乳頭の数は4個。出産直後の幼獣は体重80グラム。

## 分類
6亜種に分かれる。

## 生態
森林に生息する。直径5キロメートルの行動圏内で生活し、行動圏内には複数の樹洞に作った巣や食物の貯蔵場所がある。夜行性。
食性は雑食で、小型哺乳類、果実、蜂蜜などを食べるほか、鳥類の肉や卵、昆虫、カエル、死肉なども食べる。
繁殖形態は胎生。夏季に交尾を行う。妊娠期間は230-275日だが、受精卵の着床が遅滞する期間が含まれる。3-4月に1回に2-8頭（主に3-5頭）の幼獣を産む。授乳期間は6-7週間。幼獣は生後32-38日で開眼し、秋季には独立する。生後2年で性成熟し、寿命は確認されている限りでは17年。
木の洞や低木に覆われた野原に巣を作る。樹上生活に適しているが、地上を速く走ることもできる。自分の縄張りには尿をかけて目印としている。小さくて丸く感度の良い耳と鋭い歯を持ち、車のワイパーや庭のホースなど、ゴムや柔らかいプラスチックを噛むことでも知られている。一般的には歯を研ぐためだと言われているが、その本当の目的は分かっていない。

## 人間との関係
毛皮が利用されることもある。毛皮目的の狩猟のために生息数は減少している。
イヌワシのほか、稀にアカギツネなどに捕食されることもある。イギリスでは、1981年野生生物及び田園地域に関する法律と1990年環境保護法により、マツテンやその巣が保護されている。

## 捕食者として
2007年12月時点で、イギリス国内での外来種であるトウブハイイロリスの個体数が減少する原因となっている。新しく生息範囲となった領域では、トウブハイイロリスの個体数が急速に減少している。これは、トウブハイイロリスがキタリスよりも多くの時間を地上で過ごすため、捕食者と接触する可能性がより大きいためだと考えられている。

## 画像

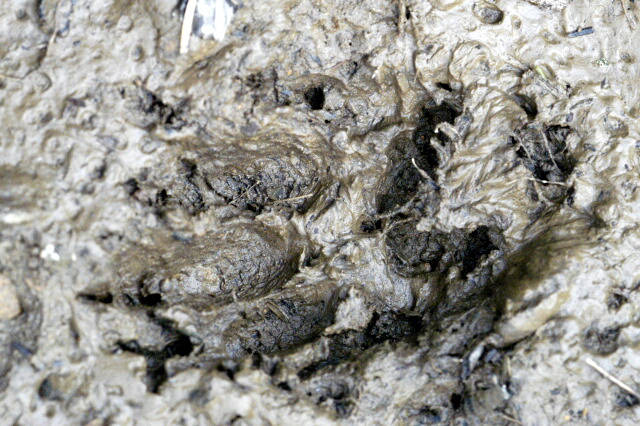
土についた足跡
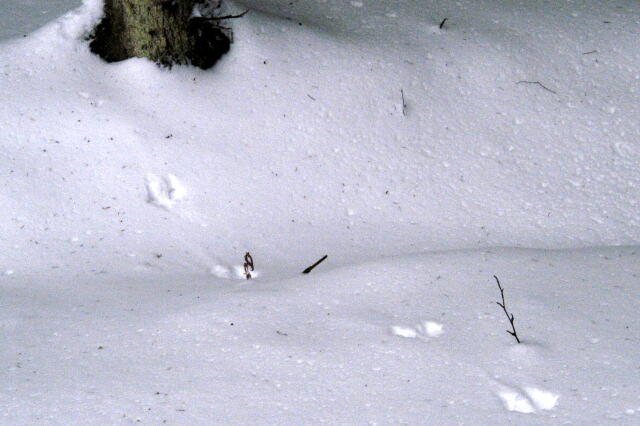
雪についた足跡